# Molomea consorta
Molomea consorta är en insektsart som först beskrevs av Melichar 1925.  Molomea consorta ingår i släktet Molomea och familjen dvärgstritar. Inga underarter finns listade i Catalogue of Life.